# 베네수엘라 야구 국가대표팀
베네수엘라 야구 국가대표팀은 국제 경기에 베네수엘라를 대표하여 참가하는 야구 국가대표팀이다.
축구의 인기가 매우 높은 다른 남아메리카 국가들과는 달리 베네수엘라는 유일하게 야구의 인기가 축구보다도 매우 높기 때문에 이 팀 역시 베네수엘라 국내에서 매우 인기있는 팀이며, 야구 월드컵에서도 쿠바와 미국 다음으로 가장 많은 금메달을 수상하였다.

## 역대 대회 성적

### 월드 베이스볼 클래식성적
- 2006년 - 7위
- 2009년 - 3위
- 2013년 - 1라운드
- 2017년 - 8위
- 2023년 - 5위